# クリス・ナムス
クリス・ナムス（Chris Namús）ことクリスティアン・アドリアナ・ナムス・コラレス（Christian Adriana Namús Corrales、1987年10月3日 - ）は、ウルグアイの元プロボクサーである。モンテビデオ出身。元IBF女子世界スーパーウェルター級王者。

## 来歴
2007年5月18日、Maria Eugenia Lopez戦でデビューし判定勝利、
2009年8月8日、9戦全勝でレリー・ラズ・フローレスが持つWBC女子世界スーパーライト級暫定王座に挑戦するが、1回TKOで初黒星を喫し暫定王座奪取ならず。
8勝1無効試合後の2011年12月17日、敵地アルゼンチンに乗り込み、フェルナンダ・アレグレが持つWBO女子世界スーパーライト級王座に挑戦するが、0-3（93-97×2、94-98）判定で敗れまたしても王座獲得ならず。
2012年4月7日、フェルナンダ・アレグレとダイレクトリマッチを行うも、0-3（94-95、92-97、93-96）判定で返り討ちにされる。
5連勝後の2016年2月27日、ドイツでセシリア・ブレークフスが持つWBA・WBC・IBF・WBO・IBO女子世界ウェルター級統一王座に挑戦するが、0-3（90-100×3）判定で完敗し王座獲得ならず。
再起後の2017年8月12日、ヤミラ・レイノソとのIBF女子世界スーパーウェルター級王座決定戦に臨み、レイノソの減点もあり3-0（100–89、99–90、98–91）判定で勝利し、初の世界王座獲得に成功。
2017年10月12日、Katia Alvarinoに3-0（100-90×3）判定で完勝しIBF王座初防衛成功。
2018年12月1日、敵地カナダでマリエ＝イブ・ディケアー相手に2度目の防衛戦に臨むが、0-3（93-97×2、94-96）判定で敗れ王座陥落。
2019年4月26日、ヤミラ・レイノソとの再戦を3-0判定で制し再起成功。
2020年10月17日、ドイツにてエマ・コズィンが持つWBF女子・WIBA世界ミドル級統一王座と新たに設けられたWBC暫定王座に挑むが、0-3（93-97×2、92-98）判定で敗れ王座獲得ならず。
2022年2月19日、イギリス・マンチェスターに乗り込み、ナターシャ・ジョナスとのWBO女子世界スーパーウェルター級王座決定戦に臨むが、1回にダウンを奪われた後に2回28秒に2度目のダウンでレフェリーストップによりTKO負け。
2022年6月23日、カナダ・モントリオールでメアリー・スペンサーと対戦するが、1回1分56秒にスリーノックダウンでTKO負け。この試合を最後に引退。
現在はプロモーター。

## 獲得タイトル
- 第3代IBF女子世界スーパーウェルター級王座